# عبدل مجید وارث
عبدل مجید وارث (انگلیسی: Abdul Majeed Waris؛ زاده ۱۹ سپتامبر ۱۹۹۱) بازیکن فوتبال اهل غنا است.

## باشگاهی
از باشگاه‌هایی که در آن بازی کرده‌است می‌توان به باشگاه فوتبال هکن, باشگاه فوتبال اسپارتاک مسکو, باشگاه فوتبال والنسین, باشگاه فوتبال ترابوزان‌اسپور, باشگاه فوتبال لوریان, باشگاه فوتبال پورتو, باشگاه فوتبال نانتو باشگاه فوتبال استراسبورگ اشاره کرد.

## تیم ملی
وی همچنین در تیم ملی فوتبال غنا بازی کرده‌است.